# Sonny Anderson
Anderson da Silva (* 19. September 1970 in Goiatuba), bekannt als Sonny Anderson, ist ein ehemaliger brasilianischer Fußballspieler und derzeitiger -trainer.

## Karriere

### Verein
Sonny Anderson begann seine Karriere 1987 bei CR Vasco da Gama und wechselte von Brasilien aus 1992 in die Schweiz zu Servette FC. Mit dem Klub gewann er direkt die Meisterschaft und durch seine guten Leistungen dort erweckte er das Interesse einiger französischer Teams, sodass der Stürmer nach nur einem Jahr zu Olympique Marseille wechselte. Doch auch hier hielt es ihn nur ein Jahr und so ging er zum Ligakonkurrenten AS Monaco. 1997 gewann er mit dem Klub die französische Meisterschaft. Nach dieser Saison bemühten sich viele Topmannschaften um den Brasilianer, was zur Folge hatte, dass er für knapp 18 Millionen € beim spanischen Spitzenverein FC Barcelona unterschrieb. Die Erwartungen, die in ihn gesetzt wurden, konnte er in Spanien nicht erfüllen und so kam er 1999 für 19 Millionen € zurück nach Frankreich, diesmal zu Olympique Lyon. Hier fand er endlich seine sportliche Heimat und erlebte sehr erfolgreiche Jahre dort. Unter anderem gewann er dreimal (1996, 2000 und 2001) die Torjägerkrone der französischen Liga. Nachdem 2003 sein Vertrag ausgelaufen war, versuchte er sein Glück nochmals in Spanien, beim FC Villarreal. Zum Abschluss seiner Karriere spielte er zwischen 2004 und 2006 nochmals in Katar, bei Al-Rayyan Sport-Club und Al-Gharafa. Am 11. Juni 2007 schloss er zusammen mit einer aus Freunden zusammengesetzten Mannschaft mit einem nicht ganz ernst gemeinten Spiel gegen seinen ehemaligen Verein, den Olympique Lyon seine Karriere ab.

### Nationalmannschaft
Er durfte sich siebenmal das Trikot der Seleção überstreifen, dabei gelang ihm 1997 sein einziger Treffer.

### Trainerkarriere
Nach seiner Spielerkarriere arbeitete er zunächst als Spezialtrainer für Stürmer bei Olympique Lyon. Im Juni 2011 wurde er als Sportdirektor bei Neuchâtel Xamax ernannt, aber nach nur knapp einem Monat wieder entlassen.

## Erfolge
Verein
- UEFA Super Cup: 1997
- Brasilianische Meisterschaft: 1989
- Schweizer Meisterschaft: 1993/94
- Französische Fußballmeisterschaft: 1996/97, 2001/02, 2002/03
- Französischer Ligapokal: 2001
- Französischer Superpokal: 2002
- Spanische Meisterschaft: 1998, 1999
- Spanischer Pokal: 1997/98

## Auszeichnungen
- Bester Spieler der Ligue 1: 1995/96 (gewählt von France Football)
- Bester Spieler der Ligue 1: 1996/97 (gewählt von den Ligue-1- und Ligue-2-Spielern)
- Bester ausländischer Spieler der Saison in der Schweiz: 1993
- Torschützenkönig der Schweizer Super League: 1992/93
- Torschützenkönig der Ligue 1: 1995/96, 1999/2000, 2000/01
- Torschützenkönig im UEFA-Pokal: 2003/04
- Torschützenkönig der Qatar Stars League: 2004/05

## Trivia
Sonny Anderson war auf dem Spielfeld für eine modische Eigenheit bekannt: Oft trug er die Stutzen hochgezogen bis über die Knie. Später übernahm Thierry Henry diese Angewohnheit mit Verweis auf Sonny Anderson.
Ebenfalls war er für seinen Torjubel bekannt, bei dem er beide Hände als Colts nutzte, einen Schuss abfeuerte und sie wieder in die "Taschen" steckte, weswegen er auch El Pistolero genannt wird.

## Saisonstatistik
| Verein              | Liga               | Saison          | Liga   | Liga | Nat. Pokal | Nat. Pokal | Ligapokal | Ligapokal | Europapokal | Europapokal | Andere | Andere | Gesamt | Gesamt |
| Verein              | Liga               | Saison          | Spiele | Tore | Spiele     | Tore       | Spiele    | Tore      | Spiele      | Tore        | Spiele | Tore   | Spiele | Tore   |
| ------------------- | ------------------ | --------------- | ------ | ---- | ---------- | ---------- | --------- | --------- | ----------- | ----------- | ------ | ------ | ------ | ------ |
| CR Vasco da Gama    | Série A            | 1988            | 3      | 0    | –          | –          | -         | -         | –           | –           | –      | –      | 3      | 0      |
| CR Vasco da Gama    | Série A            | 1989            | 9      | 0    | –          | –          | –         | –         | –           | –           | –      | –      | 9      | 0      |
| CR Vasco da Gama    | Série A            | 1990            | 12     | 1    | –          | –          | –         | –         | –           | –           | –      | –      | 12     | 1      |
| Gesamt              | Gesamt             | Gesamt          | 24     | 1    | –          | –          | -         | -         | –           | –           | –      | –      | 24     | 1      |
| Guarani FC          | Série A            | 1991            | 36     | 4    | –          | –          | –         | –         | –           | –           | –      | –      | 36     | 4      |
| Gesamt              | Gesamt             | Gesamt          | 36     | 4    | –          | –          | –         | –         | –           | –           | –      | –      | 36     | 4      |
| Servette Genf       | Nationalliga A     | 1992/93         | 35     | 20   | -          | -          | -         | -         | -           | -           | –      | –      | 35     | 20     |
| Servette Genf       | Nationalliga A     | 1993/94         | 17     | 11   | -          | -          | -         | -         | 4           | 2           | –      | –      | 21     | 13     |
| Gesamt              | Gesamt             | Gesamt          | 52     | 31   | –          | –          | –         | –         | 4           | 2           | –      | –      | 56     | 33     |
| Olympique Marseille | Ligue 1            | 1993/94         | 20     | 16   | 4          | 0          | –         | –         | -           | -           | -      | -      | 24     | 16     |
| Gesamt              | Gesamt             | Gesamt          | 20     | 16   | 4          | 0          | –         | –         | -           | -           | –      | –      | 24     | 16     |
| AS Monaco           | Ligue 1            | 1994/95         | 23     | 11   | 5          | 6          | –         | –         | -           | -           | -      | -      | 28     | 17     |
| AS Monaco           | Ligue 1            | 1995/96         | 34     | 21   | 5          | 1          | -         | -         | 2           | 1           | -      | -      | 41     | 23     |
| AS Monaco           | Ligue 1            | 1996/97         | 34     | 19   | 4          | 4          | –         | –         | 10          | 4           | -      | -      | 48     | 27     |
| Gesamt              | Gesamt             | Gesamt          | 91     | 51   | 14         | 11         | –         | –         | 12          | 5           | –      | –      | 117    | 67     |
| FC Barcelona        | Primera División   | 1997/98         | 23     | 10   | 7          | 0          | –         | –         | 7           | 1           | -      | -      | 37     | 11     |
| FC Barcelona        | Primera División   | 1998/99         | 24     | 6    | 1          | 0          | –         | –         | 6           | 4           | –      | –      | 31     | 10     |
| Gesamt              | Gesamt             | Gesamt          | 47     | 16   | 8          | 0          | –         | –         | 13          | 5           | –      | –      | 68     | 21     |
| Olympique Lyon      | Ligue 1            | 1999/00         | 32     | 23   | 2          | 0          | 3         | 2         | 8           | 3           | –      | –      | 45     | 28     |
| Olympique Lyon      | Ligue 1            | 2000/01         | 29     | 22   | 4          | 2          | 3         | 2         | 14          | 5           | –      | –      | 50     | 31     |
| Olympique Lyon      | Ligue 1            | 2001/02         | 25     | 14   | 2          | 1          | 2         | 0         | 5           | 3           | -      | -      | 34     | 18     |
| Olympique Lyon      | Ligue 1            | 2002/03         | 24     | 12   | 1          | 0          | –         | –         | 7           | 5           | –      | –      | 32     | 17     |
| Gesamt              | Gesamt             | Gesamt          | 110    | 71   | 9          | 3          | 8         | 4         | 34          | 16          | –      | –      | 161    | 94     |
| FC Villarreal       | Primera División   | 2003/04         | 35     | 12   | 2          | 0          | –         | –         | 12          | 7           | -      | -      | 49     | 19     |
| FC Villarreal       | Primera División   | 2004/05         | 3      | 1    | –          | –          | –         | –         | 7           | 4           | -      | -      | 10     | 5      |
| Gesamt              | Gesamt             | Gesamt          | 38     | 13   | 2          | 0          | –         | –         | 19          | 11          | -      | -      | 59     | 24     |
| al-Rayyan SC        | Qatar Stars League | 2004/05         | 20     | 24   | –          | –          | –         | –         | -           | -           | –      | –      | 20     | 24     |
| Gesamt              | Gesamt             | Gesamt          | 20     | 24   | –          | –          | –         | –         | -           | -           | –      | –      | 20     | 24     |
| al-Gharafa SC       | Qatar Stars League | 2005/06         | 19     | 6    | -          | -          | –         | –         | -           | -           | –      | –      | 19     | 6      |
| Gesamt              | Gesamt             | Gesamt          | 19     | 6    | -          | -          | –         | –         | -           | -           | –      | –      | 19     | 6      |
| Karriere Gesamt     | Karriere Gesamt    | Karriere Gesamt | 457    | 233  | 37         | 14         | 8         | 4         | 82          | 39          | -      | -      | 592    | 291    |